# Menhir de Garstad
Le menhir de Garstad est un menhir situé près du port norvégien de Rørvik, situé dans l'archipel de Vikna, en Norvège.

## Situation
Le monolithe se dresse près de l'église de Garstad (en), à une vingtaine de kilomètres à l'ouest de Rørvik ; il se trouve à proximité de la route Fv508.

## Description
Le menhir, de forme vaguement rectangulaire, mesure 2,30 m de hauteur pour 0,50 m de largeur et d'épaisseur.